# Daniel Seman
Daniel Seman (1. ledna 1979 Mostiště) je český hokejista. Jedná se o odchovance HC Havířov. Hraje na postu pravého obránce. Momentálně (2013) působící v HC Škoda Plzeň.

## Hráčská kariéra
- 1997/1998 HC Vítkovice
- 1998/1999 HC Vítkovice
- 1999/2000 HC Vítkovice
- 2000/2001 HC Vítkovice
- 2001/2002 HC Vítkovice
- 2002/2003 HC Slovan Bratislava (mistr Slovenska)
- 2003/2004 HC Vítkovice
- 2004/2005 HC Vítkovice
- 2005/2006 Anyang Halla
- 2006/2007 HC Oceláři Třinec
- 2007/2008 HC Oceláři Třinec
- 2008/2009 HC Oceláři Třinec
- 2009-2010 HC Oceláři Třinec
- 2010-2011 HC Oceláři Třinec (mistr České republiky)
- 2011-2012 HC Oceláři Třinec
- 2012/2013 Berkut Kyjev
- 2013-2014 HC Škoda Plzeň
- 2014-2015 HK Něman Grodno (Bělorusko)
- 2015-2016 HK Něman Grodno (Bělorusko)
- 2016-2017 HC AZ Havířov 2010